# سفوبودني
سفوبودني (بالروسية: Свободный) هي إحدى مدن روسيا في الكيان الفدرالي الروسي أمور أوبلاست.

## المناخ
يظهر الجدول التالي التغييرات المناخية على مدار السنة لسفوبودني:
| الشهر                             | يناير         | فبراير        | مارس          | أبريل         | مايو         | يونيو        | يوليو        | أغسطس       | سبتمبر      | أكتوبر        | نوفمبر        | ديسمبر        | المعدل السنوي |
| --------------------------------- | ------------- | ------------- | ------------- | ------------- | ------------ | ------------ | ------------ | ----------- | ----------- | ------------- | ------------- | ------------- | ------------- |
| الدرجة القصوى °م (°ف)             | −2.1 (28.2)   | 4.1 (39.4)    | 16.4 (61.5)   | 28.6 (83.5)   | 34.3 (93.7)  | 42.0 (107.6) | 38.0 (100.4) | 34.7 (94.5) | 29.8 (85.6) | 26.3 (79.3)   | 11.5 (52.7)   | 0.0 (32.0)    | 42.0 (107.6)  |
| متوسط درجة الحرارة الكبرى °م (°ف) | −19.4 (−2.9)  | −13.2 (8.2)   | −3.6 (25.5)   | 8.6 (47.5)    | 17.7 (63.9)  | 24.2 (75.6)  | 26.3 (79.3)  | 23.8 (74.8) | 17.3 (63.1) | 7.1 (44.8)    | −8.2 (17.2)   | −18.4 (−1.1)  | 5.2 (41.3)    |
| المتوسط اليومي °م (°ف)            | −26.0 (−14.8) | −20.6 (−5.1)  | −10.3 (13.5)  | 2.5 (36.5)    | 11.1 (52.0)  | 17.8 (64.0)  | 20.4 (68.7)  | 17.8 (64.0) | 10.7 (51.3) | 0.4 (32.7)    | −14.2 (6.4)   | −24.3 (−11.7) | −1.2 (29.8)   |
| متوسط درجة الحرارة الصغرى °م (°ف) | −32.4 (−26.3) | −28.5 (−19.3) | −19.0 (−2.2)  | −4.7 (23.5)   | 3.1 (37.6)   | 10.0 (50.0)  | 14.0 (57.2)  | 11.5 (52.7) | 3.6 (38.5)  | −6.6 (20.1)   | −20.7 (−5.3)  | −30.3 (−22.5) | −8.3 (17.0)   |
| أدنى درجة حرارة °م (°ف)           | −50.0 (−58.0) | −45.0 (−49.0) | −40.0 (−40.0) | −23.4 (−10.1) | −11.1 (12.0) | −0.9 (30.4)  | 3.0 (37.4)   | 0.0 (32.0)  | −8.0 (17.6) | −25.5 (−13.9) | −38.9 (−38.0) | −47.2 (−53.0) | −50.0 (−58.0) |
| الهطول مم (إنش)                   | 6 (0.2)       | 13 (0.5)      | 13 (0.5)      | 32 (1.3)      | 51 (2.0)     | 82 (3.2)     | 116 (4.6)    | 113 (4.4)   | 76 (3.0)    | 23 (0.9)      | 26 (1.0)      | 11 (0.4)      | 562 (22)      |
| المصدر:                           |               |               |               |               |              |              |              |             |             |               |               |               |               |

## أعلام
- أندريه زامكوفوي